# Сайдганиева, Гулбахор Шарабидиновна
Гулбахор Шарабидиновна Сайдганиева (2 июля 1969 года, Ферганская область, Узбекская ССР) — узбекский преподаватель и политический деятель, кандидат филологических наук, доцент. С 2020 года по 2024 год депутат Законодательной палаты Олий Мажлиса Республики Узбекистан IV созыва. Член Социал-демократической партии «Адолат».

## Биография
Гулбахор Сайдганиева в 1986 году поступила в ФерГУ и окончила Кокандский государственный педагогический институт. С 1991 года по 2016  работала учителем школы, преподавателем, старшим преподавателем, доцентом КГПИ.  В 2016-2019 годы работала главным редактором областной газеты "Ферганская правда", руководителем информационной службы Ферганского областного хокимията, главным редактором объединённой редакции газет "Фаргона хакикати"-"Ферганская правда". В 2020 году избрана депутатом в Законодательную палату Олий Мажлиса Республики Узбекистан IV созыва, а также назначена на должность члена Комитета по вопросам инновационного развития, информационной политики и информационных технологий Законодательной палаты Олий Мажлиса Республики Узбекистан. Ныне работает заведующей кафедры Связи с общественностью имени Тогана и Кудрата Ирназаровых в университете Журналистики и массовых коммуникаций.
Она опубликовала 5 стихотворных сборников, переводы и научные издания. 
Член Союза писателей Узбекистана, член Творческого Союза журналистов Узбекистана, член Союза писателей Азербайжана.